# Marsch-Araber

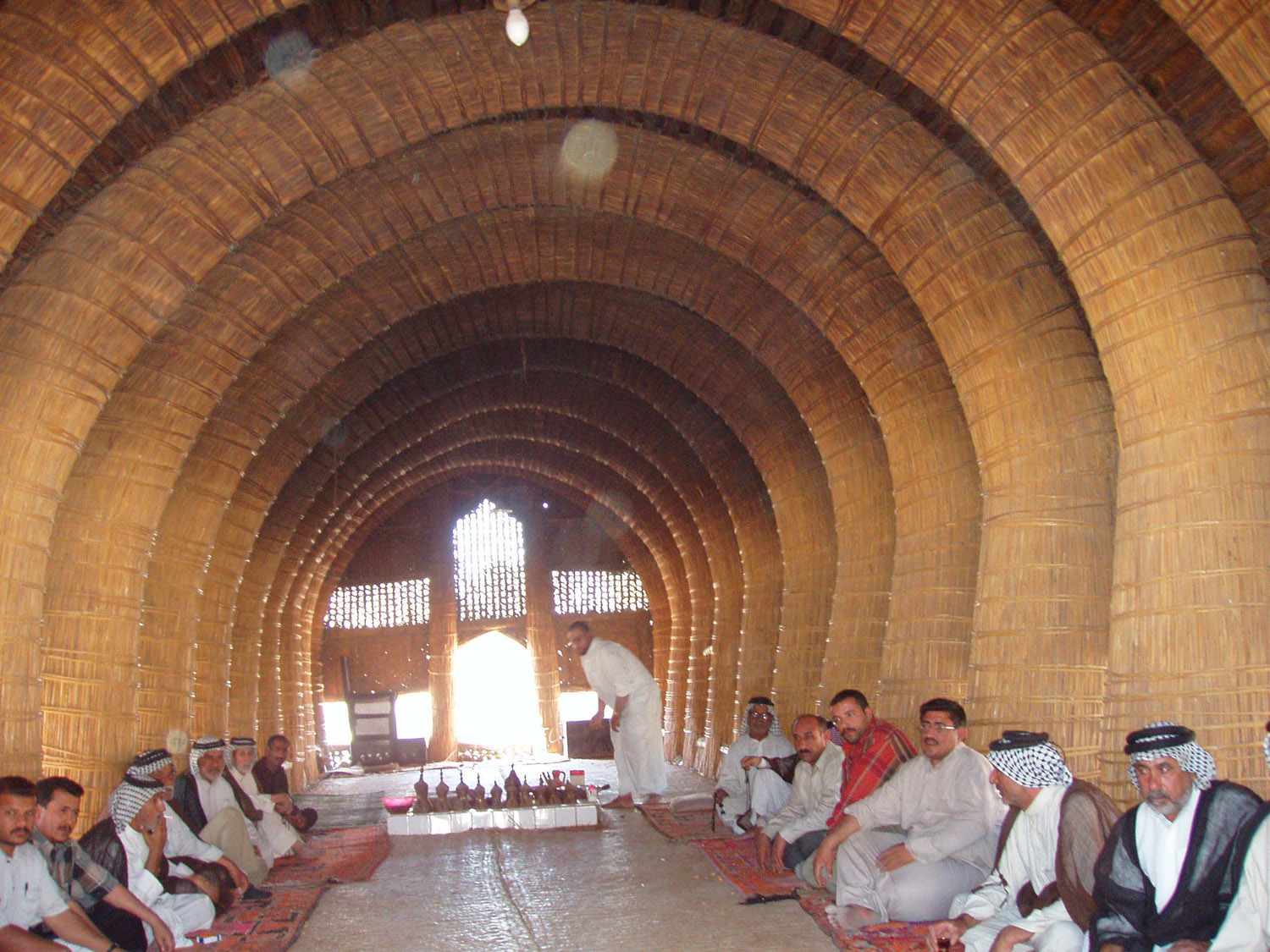
Gästehaus der Ahwaris: mudhif, aus Schilfrohr gefertigtes Tonnendach

Die Marsch-Araber oder Ahwaris, gelegentlich heute noch Maʿdan (arabisch معدان, DMG Maʿdān, Singular معيدي / Maʿīdī) genannt, sind eine indigene Bevölkerungsgruppe, die das mesopotamische Marschland im Süden des Irak bewohnt. 

## Kultur

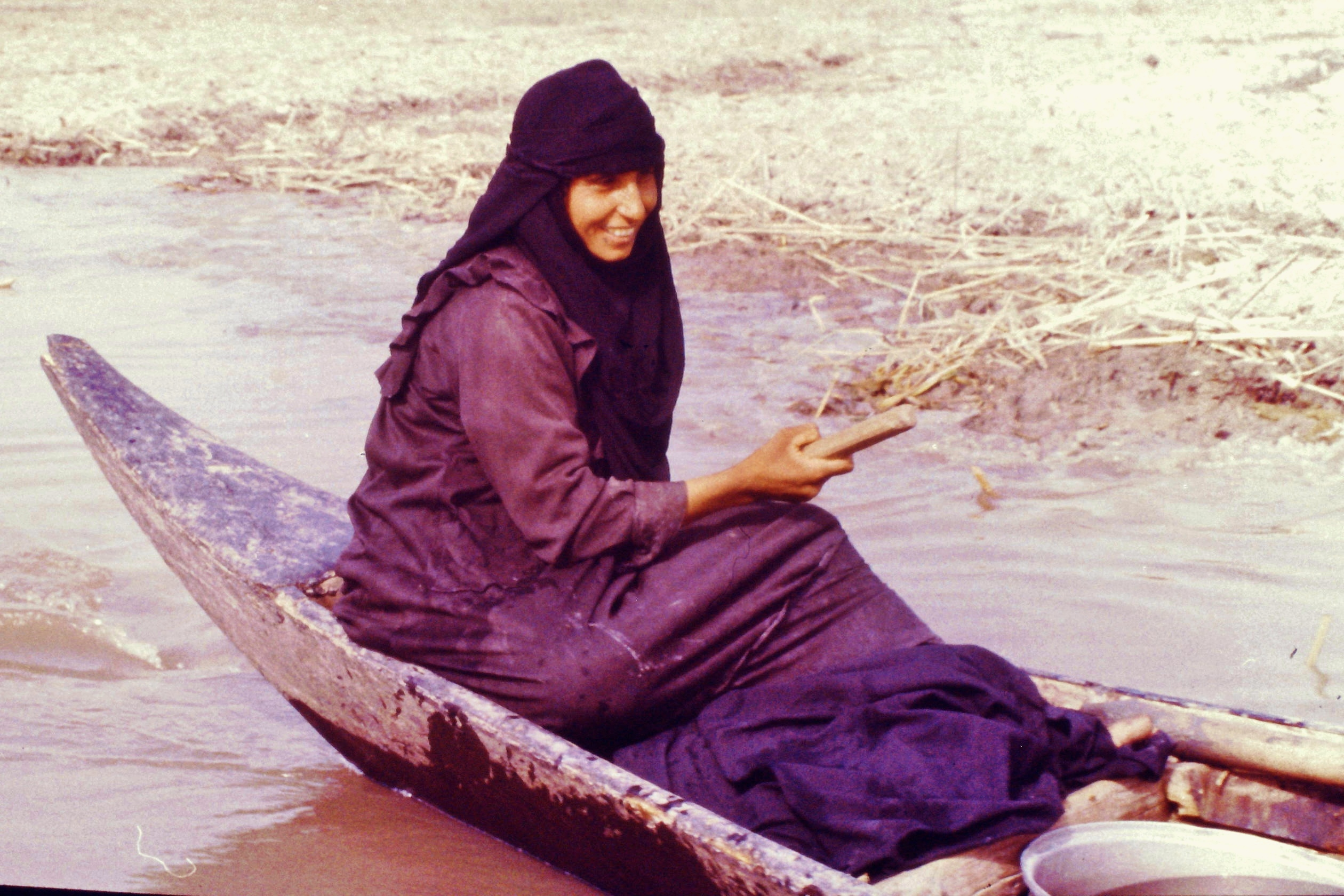
Eine Maʿīdīya unterwegs

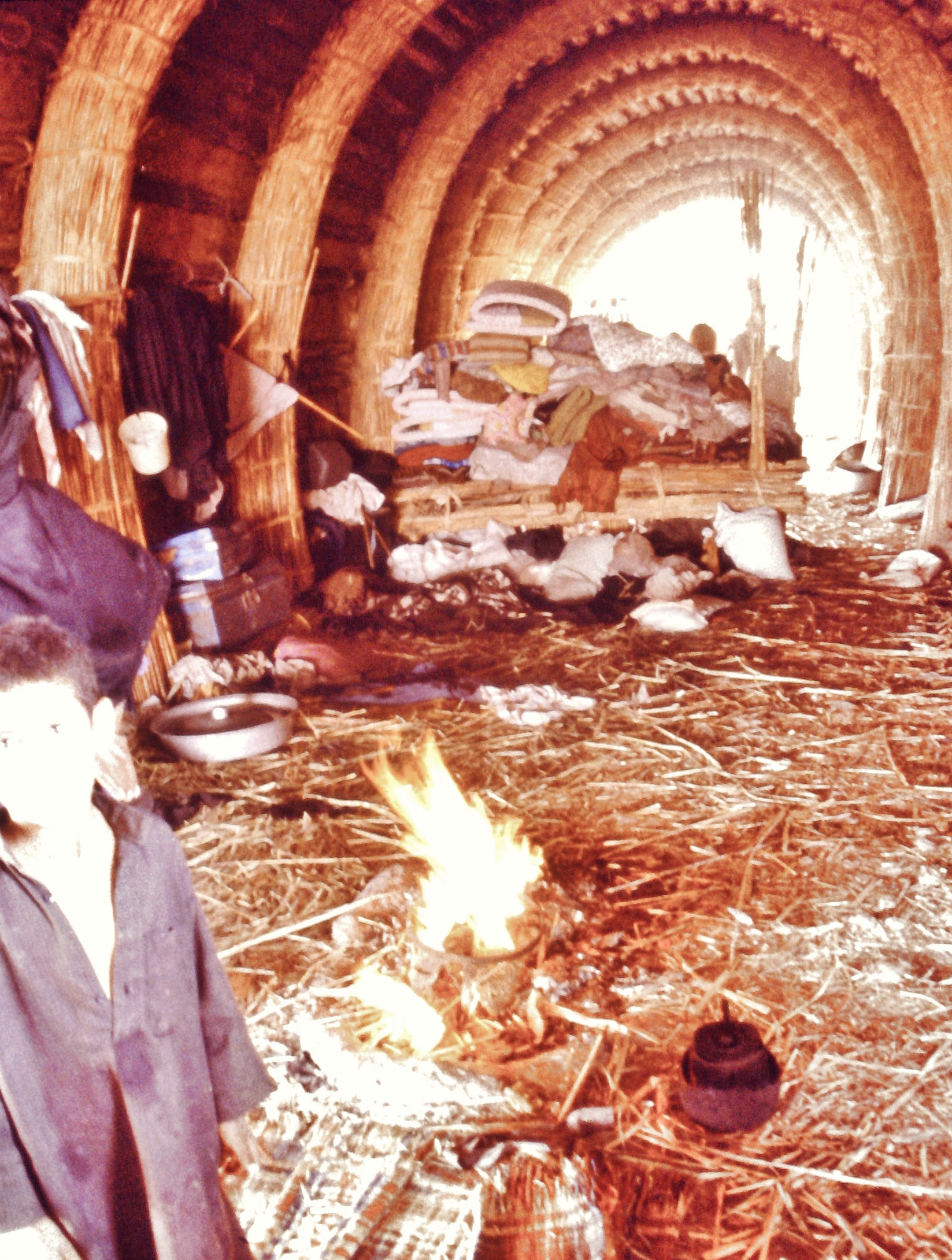
Blick in ein normales mudhif 1990

Über die Herkunft der Marsch-Araber gibt es mehrere Theorien.
Genetische Analysen an den Marsch-Arabern im Südirak zeigen, dass sie überwiegend von alten nahöstlichen Populationen abstammen. Ihre Y-Chromosomen- und mtDNA-Profile weisen praktisch keine Einflüsse aus Indien, Südasien oder Afrika auf, was die Hypothese einer späteren Migration widerlegt und auf eine lange Kontinuität in der Region hindeutet. Neben der Lebensweise und einer Vielzahl kultureller Artefakte, die bis heute überdauert haben, stützt besonders die Häufigkeit bestimmter Y-Haplogruppen wie J1-M267 die Annahme, dass die Marsch-Araber direkte Nachfahren der Sumerer sind, welche als autochthone Bevölkerung im alten Mesopotamien lebten.
Marsch-Araber bewohnen die Marschen und Sümpfe im Süden des Iraks, das Gebiet um den Schatt al-Arab, den Zusammenfluss von Euphrat und Tigris, südlich der Stadt Amara und östlich von Nasiriyya. Das (einst) fruchtbare Land wird häufig auch als „Garten Eden“ bezeichnet. Ihre Lebensgrundlage ist der Fischfang, den sie mit Schilf- oder Holzbooten betreiben, die Haltung von Wasserbüffeln und Reis- bzw. Melonenanbau. Ihre Häuser bauen sie ebenfalls aus Schilf. Große Schilfhäuser, Al-Mudhif genannt, mit charakteristischen Tonnengewölben werden für Versammlungen, Festlichkeiten oder als Gästehäuser verwendet. Die damit verbundenen traditionellen handwerklichen Fertigkeiten wurden 2023 von der UNESCO in die Repräsentative Liste des immateriellen Kulturerbes der Menschheit aufgenommen.
Der Sohn eines britischen Kolonialbeamten und Buchautor Wilfred Thesiger hatte die Ma'dan am eindrücklichsten beschrieben, als er in den 1950er Jahren einige Zeit dort lebte.

## Geschichte
Unter Saddam Husseins Regime wurden die Marsch-Araber und ihre Kultur unterdrückt und verfolgt. Ein Grund dafür ist, dass die meisten von ihnen Anhänger der schiitischen Richtung des Islam sind. Ein anderer Grund ist, dass sie zahlreiche Traditionen aufrechterhalten, die von der Baath-Partei als irrational und veraltet angesehen wurden. Zu diesen Riten gehören zum Beispiel die schiitischen Trauerfeiern mit Selbstgeißelung an den Tagen Tasua, Aschura und im Trauermonat Muharram.

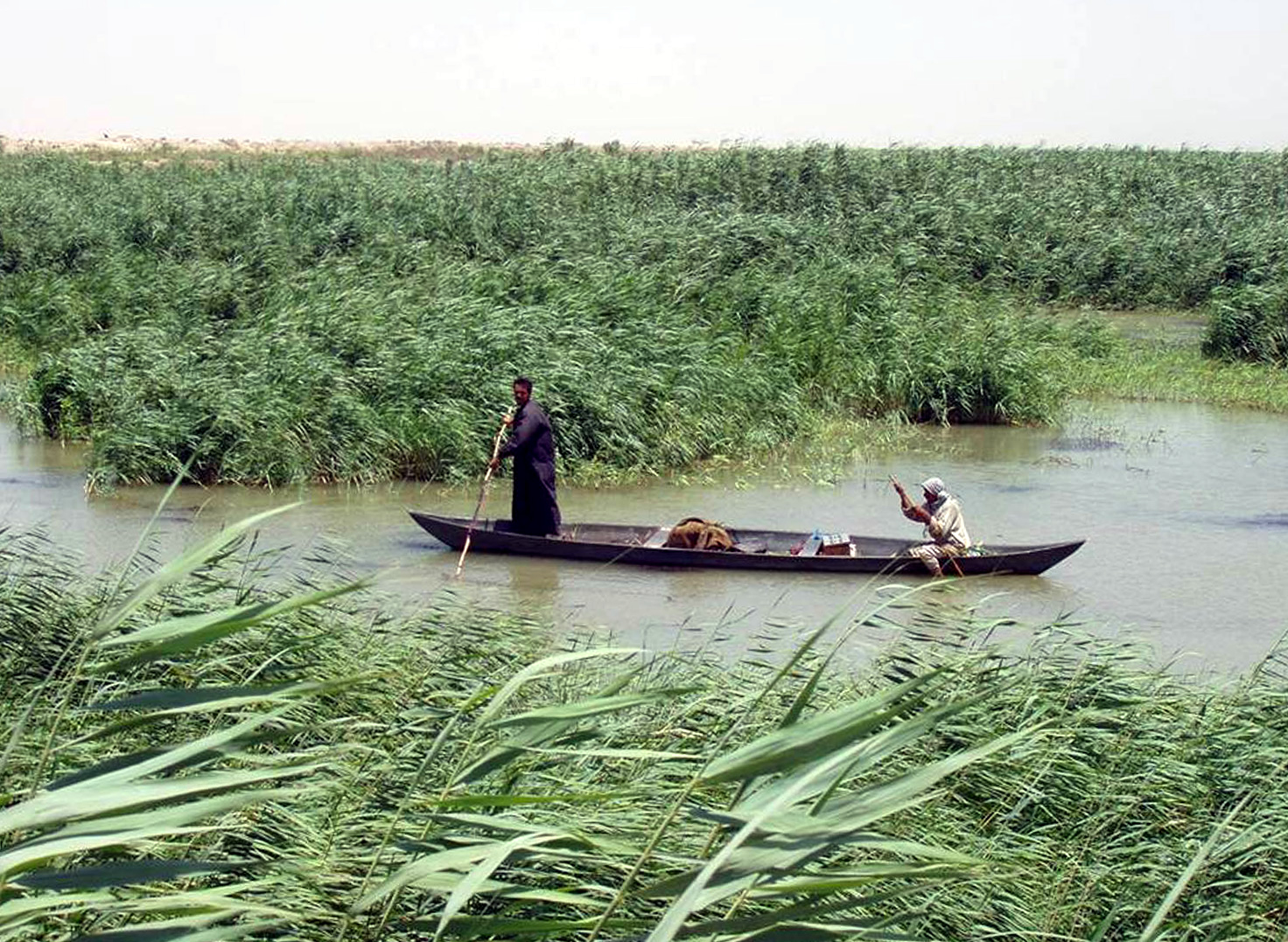
Marsch-Araber in einem traditionellen Boot aus Holzplanken (mashuf)

Während des 1. Golfkriegs gegen kurz zuvor gegründete die Islamische Republik Iran wurden sie vom Regime Saddam Husseins als Kämpfer zur „Befreiung“ Arabistans umworben. Nach der Niederlage des Iraks im 2. Golfkrieg erhoben sich die Marsch-Araber 1991 gegen Saddam Hussein und rechneten dabei mit militärischer Unterstützung durch die Amerikaner. Diese zogen sich jedoch aus dem Irak zurück, sodass regimetreue irakische Truppen den Aufstand brutal niederschlagen konnten.
Binnen weniger Jahre wurden Sümpfe und Flussarme der Siedlungsgebiete der Marsch-Araber systematisch ausgetrocknet, um das Rückzugsgebiet von schiitischen Rebellen zu zerstören. Von den ursprünglich 500.000 Bewohnern des Marschlandes leben nach unterschiedlichen Schätzungen nur noch 20.000–50.000. Der Rest wurde entweder hingerichtet oder vertrieben. In weiten Teile des Gebiets wurden Flora und Fauna zerstört. Der Sturz Saddam Husseins 2003 stellte für die Marsch-Araber eine große Erleichterung dar. Um die ausgetrockneten Gebiete wieder zu fluten, wurden Dämme im Süden des Iraks eingerissen; inzwischen (Stand 2015) erholt sich die ehemalige Marschlandschaft langsam wieder. Es gibt unter den Marschbewohnern Bestrebungen, die alten Traditionen wiedererwachen zu lassen.

## Filme und Dokumentationen
- Iraks Garten Eden - Der Sumpf der Hoffnung (Dokumentation, Großbritannien 2010)